# Graphomya aurata
Graphomya aurata är en tvåvingeart som beskrevs av Malloch 1921. Graphomya aurata ingår i släktet Graphomya och familjen husflugor. Inga underarter finns listade i Catalogue of Life.